# Mo församling, Uppsala stift
Mo församling var en församling i Uppsala stift och i Söderhamns kommun i Gävleborgs län. Församlingen uppgick 2006 i Mo-Bergviks församling.

## Administrativ historik
Församlingen har medeltida ursprung. Den 1 januari 1952 (enligt beslut den 30 mars 1951) överfördes från Mo församling till Söderala församling den obebodda fastigheten Kyrkbyn 10:8, omfattande en areal av 0,08 km², varav allt land.
Mo församling uppgick 1 januari 2006 i Mo-Bergviks församling.
Församlingskoden var 218207.

### Pastorat
Mo församling var till 1878 moderförsamling i pastoratet Mo och Rengsjö för att sedan från 1878 till 1962 utgöra ett eget pastorat. Från 1962 till 2006 var Mo annexförsamling i pastoratet Söderala, Bergvik, Ljusne och Mo.

## Geografi
Söderala församling omfattade den 1 januari 1952 en areal av 100,82 km², varav 95,56 km² land. Efter nymätningar och arealberäkningar färdiga den 1 januari 1961 omfattade församlingen samma datum en areal av 100,62 km², varav 95,57 km² land.

## Kyrkor
- Mo kyrka